# Crónica Weidner

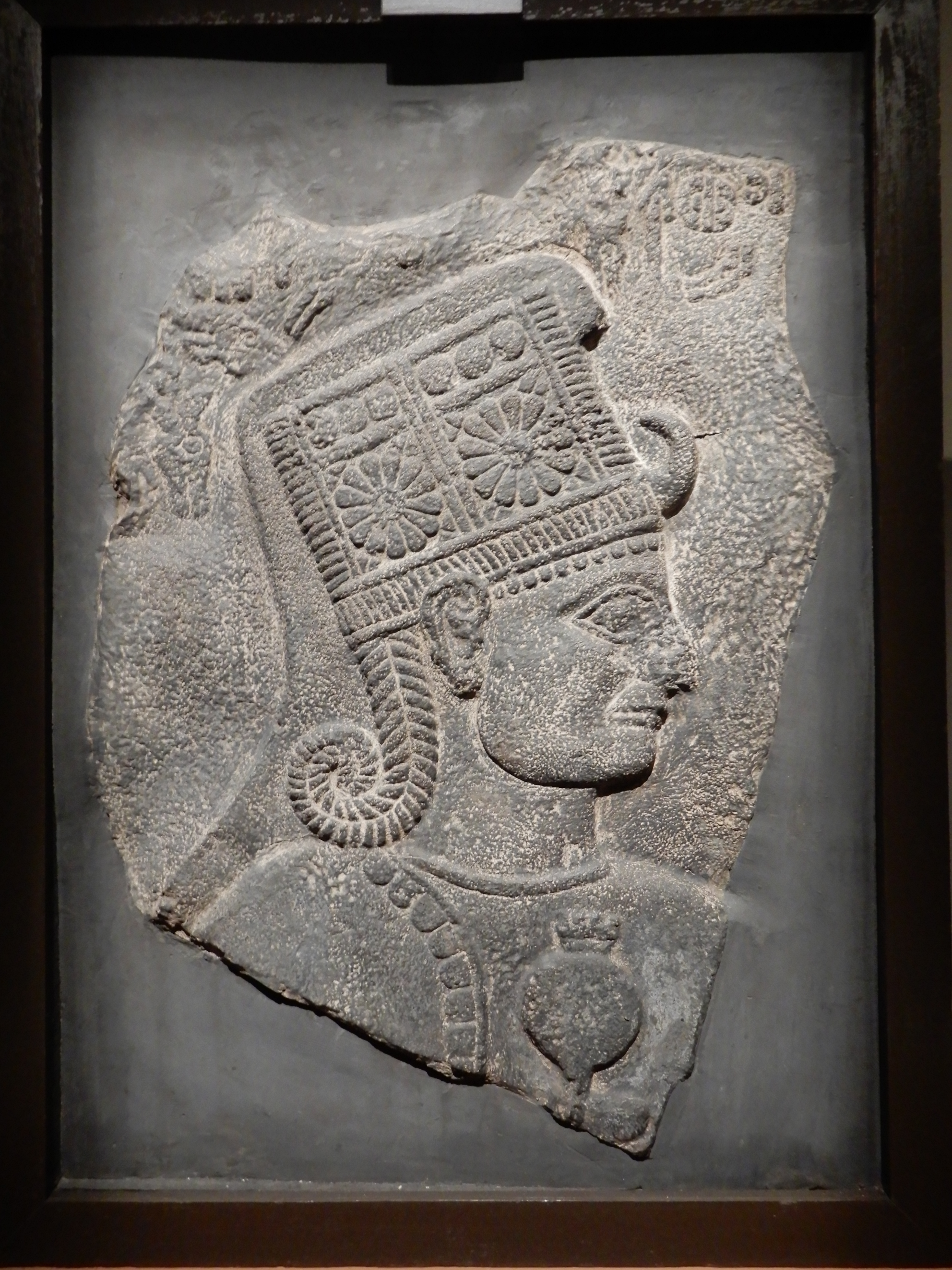
Kubaba, a quien Marduk asignó el gobierno del mundo entero, según la Crónica Weidner.

La Crónica Weidner o Crónica de Esagila (numerada ABC 19 por Albert Kirk Grayson y CM 38 por Jean-Jacques Glassner)  es una crónica babilónica del tercer milenio que contiene un texto de carácter religioso.
La crónica es atípica para el tipo de obra literaria:  de hecho, el texto está organizado como una carta entre dos gobernantes en la que el remitente, Damiq-ilišu de Isin enumera los beneficios recibidos de los antiguos gobernantes que se sacrificaron a Marduk, dios supremo del panteón babilónico. A continuación, detalla las desgracias de aquellos reyes que gobernaron injustamente, en contra de la voluntad divina. 
El texto está recogido en varias tablillas de arcilla. Algunos proceden de la biblioteca del palacio neoasirio de Ashur, otros de la biblioteca del templo neobabilónico de Sippar o de una biblioteca helenística de Uruk. La Crónica se utilizó como texto escolar, lo que favoreció su difusión.

## Datación
Aunque la datación es incierta, los estudiosos fechan esta obra en el reinado de Hammurabi. Con la conquista de Isin por el soberano en 1787 a. C. los países de Sumer y Acad se unificaron, poniendo fin a la última dinastía sumeria de Isin y a cualquier vago deseo de independencia de las antiguas ciudades-estado sumerias. Por tanto, es posible que el texto se escribiera con una intención pacífica, demostrando a los pueblos sometidos que la voluntad de los dioses está por encima de la de los reyes y que Marduk y Gula habían favorecido la conquista por parte de Babilonia.

## Texto
La crónica se atribuye a Damiq-ilišu de Isin, que gobernó de 1816 a 1794 a. C. Escribe a Apil-Sin de Babilonia, cuyo reinado duró de 1830 a 1813 a. C., sobre las bendiciones concedidas por los dioses a los reyes que sacrificaban a Marduk en el Esagila, templo central de su culto situado en Babilonia. El escritor abre la obra describiendo una visión que tuvo de la diosa Gula.
A partir de la línea 30, el texto se convierte en una crónica. Se mencionan los gobernantes babilónicos y las obras que llevaron a cabo. La Crónica relata acontecimientos que comienzan con los legendarios Aka de Kish y Enmerkar de Uruk en el siglo XXVII a. C.y concluyen con un augurio a Sumu-la-el, rey de Babilonia en el siglo XIX a. C.
Según el historiador Mario Liverani, la Crónica Weidner es un destacado ejemplo de la percepción historiográfica de la Babilonia en el periodo casita, o al menos de la del clero babilonio de Marduk. Esta crónica narra la historia de la realeza mesopotámica: Marduk otorga o niega la realeza a los monarcas en función de su comportamiento en el culto, concretamente en el suministro de peces para su templo, Esagila. El origen del texto radica en la disputa del clero de Esagila con un rey babilonio (se desconoce quién) que había interrumpido este suministro de peces.Para J. A. Brinkamn el texto es una fantasiosa reconstrucción de la maquinaria divina detrás de los acontecimientos de la historia del tercer milenio.